# Cerkev sv. Petra in Pavla, Prigorica
Cerkev sv. Petra in Pavla v Prigorici je podružnična rimskokatoliška cerkev v župniji Dolenja vas. Cerkev je v osnovi baročna stavba, čeprav je verjetno tu stala že pred barokom. Ob cerkvi je opuščeno pokopališče z nagrobniki teh pomembnih mož: Franc Kramar, Karel Klun in Ignacij Merhar.
V drugi polovici leta 2005 se je na cerkvi začela temeljita obnova, ki se je končala v letu 2008. Obnovljeno cerkev je v soboto 28. junija 2008, dan pred praznikom svetega Petra in Pavla blagoslovil ljubljanski nadškof Alojz Uran.